# Remonstrantse kerk (Eindhoven)

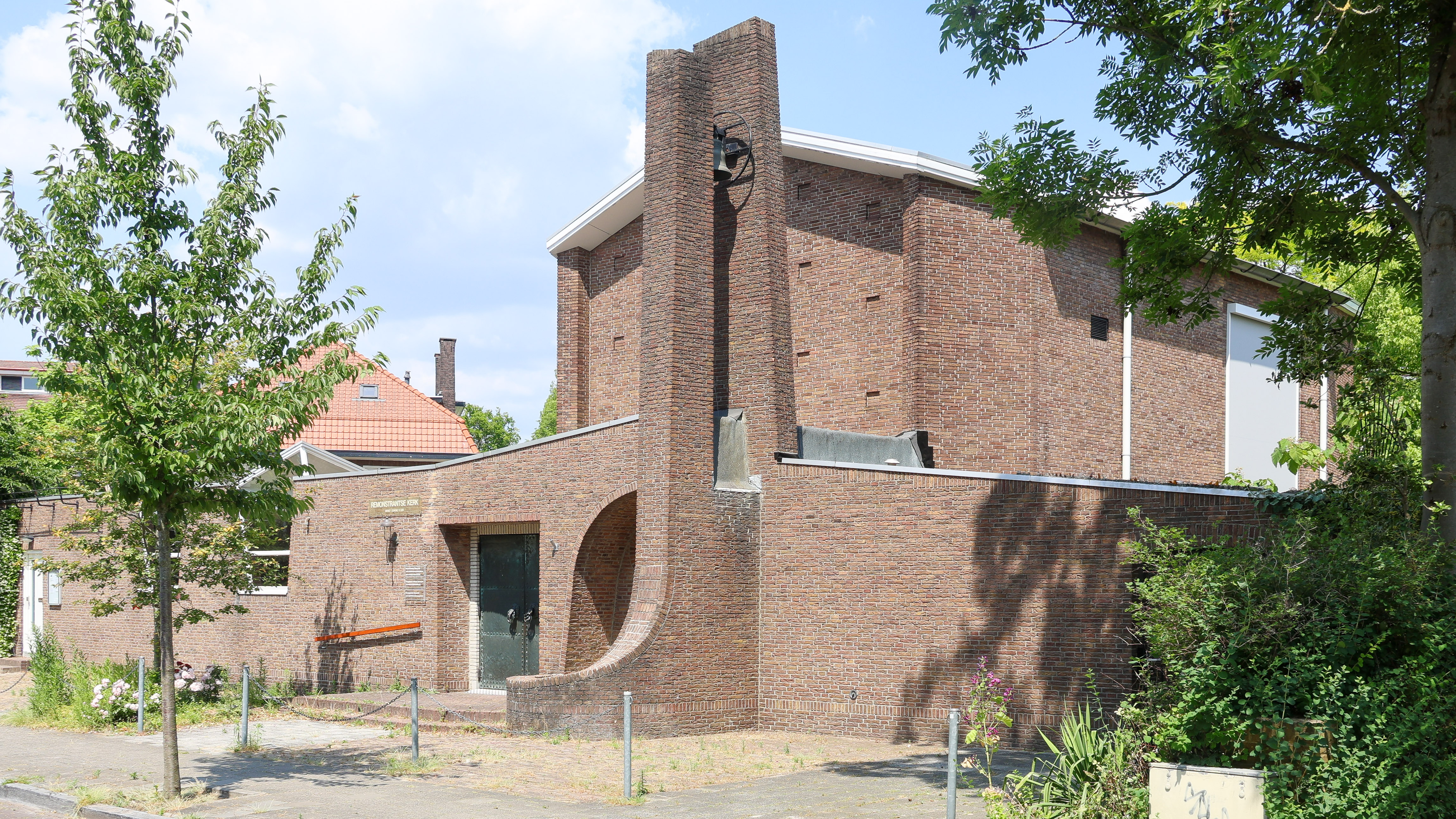
Remonstrantse Kerk, Dommelhoefstraat 1a, Eindhoven

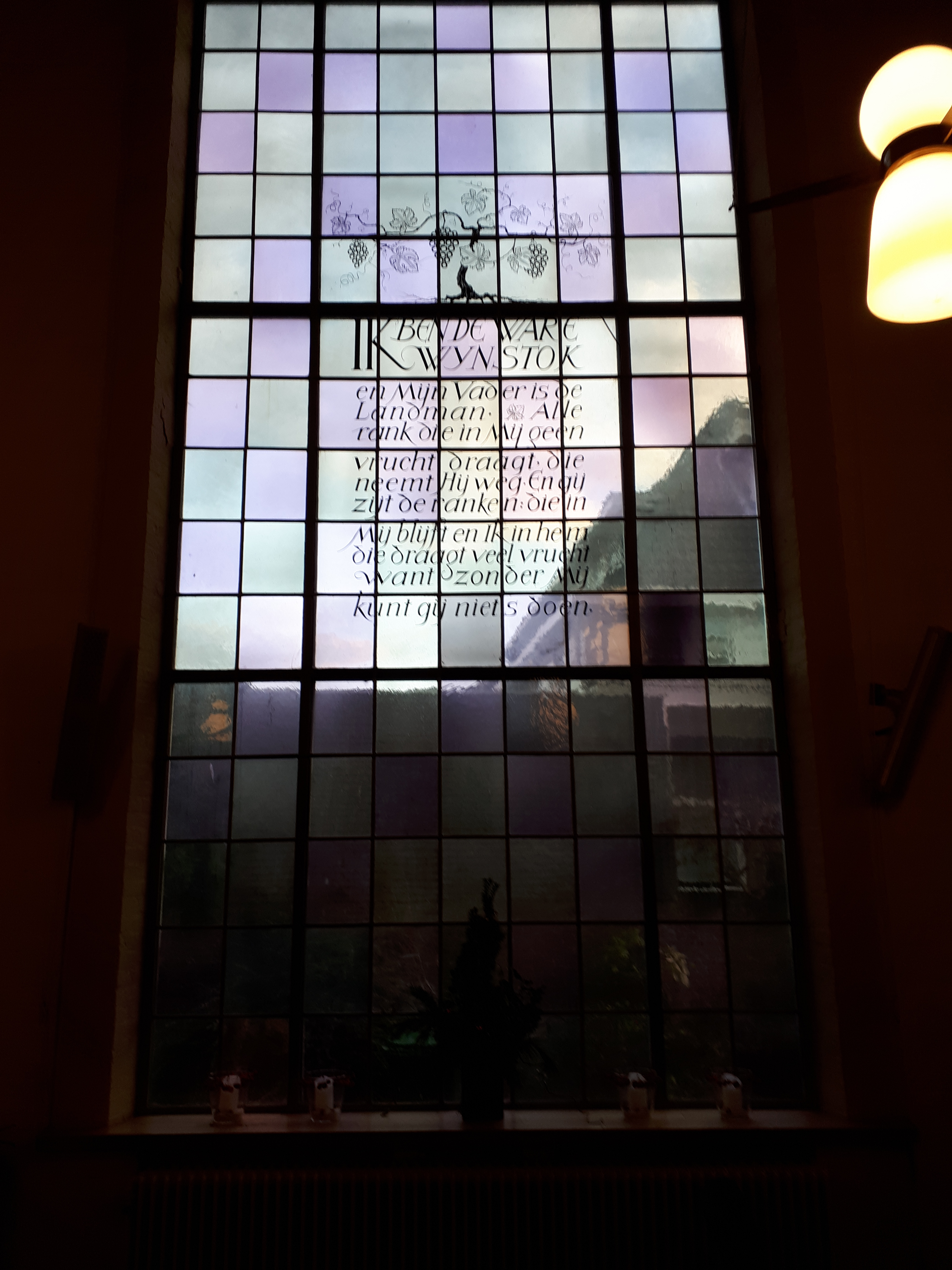
Gebrandschilderd venster in de kerk

De remonstrantse kerk (ook: Dommelhoefkerk) is een remonstrants kerkgebouw in Eindhoven, gelegen aan Dommelhoefstraat 1a.
De remonstrantse gemeente in Eindhoven werd als kring opgericht in 1931 en werd in 1941 verheven tot zelfstandige gemeente. De diensten werden op meerdere plaatsen gehouden, maar in 1939 besloten de remonstranten te Eindhoven om een eigen kerk te bouwen. De oorlog kwam er tussen, maar in 1949 kon de kerk alsnog gerealiseerd worden. Het was het eerste remonstrants kerkgebouw in Zuid-Nederland. 
Het kerkgebouw, ontworpen door G.A. Treep, stamt uit 1950. Het is een bakstenen gebouw onder zadeldak, met een opvallende bakstenen ingangspartij die vloeiend verloopt in de klokkentoren. Op de metalen toegangsdeur zijn twee handen aangebracht, welke de ringen vasthouden waarmee de deur geopend kan worden. Deze deuren werden ontworpen door Dick Stins.
Ook bevat de kerk een gebrandschilderd venster met de tekst: Ik ben de ware wijnstok en mijn vader is de Landman. Alle rank die in mij geen vrucht draagt neemt hij weg. En gij zijt de ranken: die in mij blijft en ik in hem die draagt veel vrucht want zonder mij kunt gij niets doen. Dit venster, ontworpen door Erna van Osselen, was van 1937 en had toen op de Wereldtentoonstelling te Parijs gehangen in het paviljoen voor religieuze kunst.
In 1964 werd de kerk nog vergroot met een ontmoetingsruimte. 
In 1988 werd een klok geschonken, die de eerste in Nederland was welke in majeur was gestemd.
De kerk bezit een Verschueren-orgel uit 1951.
Deze kerk wordt tevens gebruikt door de Lutheranen en door de Doopsgezinden.